# Экономический и Социальный Совет ООН
Экономический и Социальный Совет ООН (ЭКОСОС) — один из главных органов Организации Объединённых Наций, который координирует сотрудничество в экономической, социальной областях ООН и её специализированных учреждений.
ЭКОСОС служит центральным форумом для обсуждения международных экономических и социальных вопросов и формулирования рекомендаций по политике, адресованных государствам-членам и системе Организации Объединенных Наций. Помимо меняющихся членов 54 государств — членов ООН, более 1600 неправительственных организаций имеют консультативный статус при Совете для участия в работе Организации Объединенных Наций.
ЭКОСОС проводит одну четырехнедельную сессию каждый год в июле, а с 1998 года также проводит ежегодные встречи в апреле с министрами финансов, возглавляющими ключевые комитеты Всемирного банка и Международного валютного фонда (МВФ). Кроме того, каждый июль под эгидой Совета созывается Политический форум высокого уровня (ПФВУ), на котором рассматривается ход реализации Повестки дня в области устойчивого развития на период до 2030 года.

## Общая информация
Место расположения: Нью-Йорк (США). Учреждён 26 июня 1945 года.
Уставом ООН ЭКОСОС учреждён в качестве главного органа, отвечающего за координацию деятельности 15 специализированных учреждений ООН, 9 функциональных комиссий и 5 региональных комиссий в экономической и социальной сфере. Совет является также центральным форумом для обсуждения международных экономических и социальных проблем и выработки рекомендаций в отношении политики для государств-членов и системы ООН, получая доклады от 11 фондов ООН и программ ООН.
В сферу деятельности Экономического и Социального Совета входят:
- Содействие экономическому и социальному прогрессу, в том числе повышению уровня жизни и полной занятости населения;
- Выработка способов разрешения международных проблем в экономической и социальной областях и в области здравоохранения;
- Содействие международному сотрудничеству в сфере культуры и образования;
- Создание условий для всеобщего уважения прав человека и его основных свобод.

Совет уполномочен созывать специальные заседания по чрезвычайным ситуациям гуманитарного характера в случае и по мере необходимости.
ЭКОСОС проводит или организует исследования по вопросам, входящим в сферу его деятельности, публикует доклады по этим вопросам. Он также оказывает содействие в подготовке и организации проведения международных конференций по экономическим и социальным проблемам, способствует осуществлению решений этих конференций. Для реализации своих полномочий в распоряжение Совета выделено более 70 процентов людских и финансовых ресурсов всей системы ООН.

## Президиум ЭКОСОС
В начале каждой ежегодной сессии ЭКОСОС избирается Президиум Экономического и Социального Совета. Основные функции Президиума заключаются в подготовке повестки дня, составлении программы работы и организации сессии при поддержке Секретариата ООН.

## Состав ЭКОСОС
Совет состоит из представителей 54 государств, избираемых Генеральной Ассамблеей ООН сроком на три года. Нет ограничений на переизбрание: выбывающий член ЭКОСОС может быть переизбран немедленно. Каждый член ЭКОСОС имеет 1 (один) голос. Решения принимаются простым большинством голосов присутствующих и участвующих в голосовании членов ЭКОСОС.
Резолюция Генеральной Ассамблеи ООН № 2847 от 20 декабря 1971 года (A/RES/2847(XXVI)) установила следующий порядок распределения мест в ЭКОСОС:
| Региональная группа                   | Число мест |
| ------------------------------------- | ---------- |
| Азия                                  | 11         |
| Африка                                | 14         |
| Восточная Европа                      | 6          |
| Западная Европа и другие государства  | 13         |
| Латинская Америка и Карибский бассейн | 10         |

### Пять региональных комиссий
- Европейская экономическая комиссия (ЕЭК)
- Экономическая и социальная комиссия для Азии и Тихого океана (ЭСКАТО)
- Экономическая и социальная комиссия для Западной Азии (ЭСКЗА)
- Экономическая комиссия для Африки (ЭКА)
- Экономическая комиссия для Латинской Америки и Карибского бассейна (ЭКЛАК)

## Действующие государства — члены ЭКОСОС
Полный список членов ЭКОСОС на 2015 год с указанием даты истечения их полномочий
| Страна                                                     | Истечение полномочий |
| ---------------------------------------------------------- | -------------------- |
| Австралия                                                  | 2015 год             |
| Австрия                                                    | 2017 год             |
| Албания                                                    | 2015 год             |
| Антигуа и Барбуда                                          | 2016 год             |
| Аргентина                                                  | 2017 год             |
| Бангладеш                                                  | 2016 год             |
| Бенин                                                      | 2015 год             |
| Боливия (Многонациональное государство)                    | 2015 год             |
| Ботсвана                                                   | 2016 год             |
| Бразилия                                                   | 2017 год             |
| Буркина-Фасо                                               | 2017 год             |
| Гаити                                                      | 2015 год             |
| Гана                                                       | 2017 год             |
| Гватемала                                                  | 2016 год             |
| Германия                                                   | 2017 год             |
| Гондурас                                                   | 2017 год             |
| Греция                                                     | 2017 год             |
| Грузия                                                     | 2016 год             |
| Демократическая Республика Конго                           | 2016 год             |
| Индия                                                      | 2017 год             |
| Италия                                                     | 2015 год             |
| Казахстан                                                  | 2016 год             |
| Китай                                                      | 2016 год             |
| Колумбия                                                   | 2015 год             |
| Конго                                                      | 2016 год             |
| Кувейт                                                     | 2015 год             |
| Кыргызстан                                                 | 2015 год             |
| Маврикий                                                   | 2015 год             |
| Мавритания                                                 | 2017 год             |
| Непал                                                      | 2015 год             |
| Пакистан                                                   | 2017 год             |
| Панама                                                     | 2016 год             |
| Португалия                                                 | 2017 год             |
| Республика Корея                                           | 2016 год             |
| Российская Федерация                                       | 2016 год             |
| Сан-Марино                                                 | 2015 год             |
| Сербия                                                     | 2016 год             |
| Соединённое Королевство Великобритании и Северной Ирландии | 2016 год             |
| Соединённые Штаты Америки                                  | 2015 год             |
| Судан                                                      | 2015 год             |
| Того                                                       | 2016 год             |
| Тринидад и Тобаго                                          | 2017 год             |
| Тунис                                                      | 2015 год             |
| Туркменистан                                               | 2015 год             |
| Финляндия                                                  | 2016 год             |
| Франция                                                    | 2017 год             |
| Хорватия                                                   | 2015 год             |
| Швеция                                                     | 2016 год             |
| Южная Африка                                               | 2015 год             |
| Япония                                                     | 2017 год             |

## Общие сведения
- Президиум
- Члены
- Основные сессии
- Вспомогательные органы[4]
- Выборы
- Новые функции
- Темы
- Специальные механизмы
- Правила процедуры
- Участие НПО
- Вопросы и ответы